# Ernst Schröder

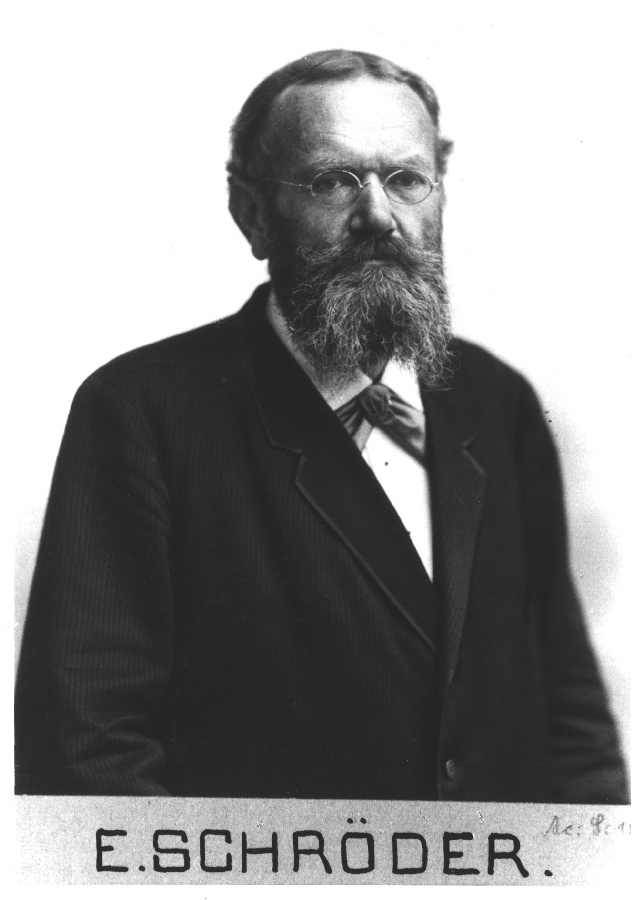
Ernst Schröder

Ernst Schröder (Mannheim, 25 november 1841 - Karlsruhe, 16 juni 1902) was een Duitse wiskundige die vooral actief was op het gebied van de algebraïsche logica. Hij is een belangrijk figuur in de geschiedenis van de wiskundige logica (een term die hij mogelijk voor het eerst heeft gebruikt), omdat hij het werk van George Boole, Augustus De Morgan, Hugh MacColl en vooral Charles Peirce samenvatte en uitbreidde. Hij is het meest bekend voor zijn monumentale Vorlesungen über die Algebra der Logik, in 3 delen. Dit werk maakte de weg vrij voor de opkomst in de twintigste eeuw van de wiskundige logica als een aparte discipline binnen zowel de wiskunde als de logica. Schröder systematiseerde in dit werk de verschillende op dat moment bekende systemen in de formele logica.

## Leven
Schröder studeerde wiskunde aan de universiteiten van Heidelberg, Königsberg en de Zürich. Hij volgde onder andere college bij Otto Hesse, Kirchhoff en Franz Neumann. Na enige jaren les te hebben gegeven aan een gymnasium, werd hij in 1874 benoemd aan de Technische Hogeschool van Darmstadt. Twee jaar later werd hij benoemd in een leerstoel in de wiskunde aan de Polytechnische school in Karlsruhe, aan welk instituut hij de rest van zijn carrière verbonden bleef. Hij trad nooit in het huwelijk.